# Horní Brusnice
Horní Brusnice (en allemand : Ober Prausnitz) est une commune du district de Trutnov, dans la région de Hradec Králové, en République tchèque. Sa population s'élevait à 429 habitants en 2020.

## Géographie
Horní Brusnice se trouve à 11 km à l'ouest-nord-ouest de Dvůr Králové nad Labem, à 20 km au sud-ouest de Trutnov, à 31 km au nord-nord-ouest de Hradec Králové et à 99 km au nord-est de Prague.
La commune est limitée par Borovnička au nord, par Mostek au nord et au nord-ouest, par Dolní Brusnice à l'est, par Třebihošť, Úhlejov et Borek au sud, et par Pecka à l'ouest.

## Histoire
La première mention écrite de la localité date de 1358.